# دتمولد (منطقه)
دتمولد (منطقه) (به آلمانی: Detmold (region)) یک رگیرونگسبتسیرک در آلمان است که در نوردراین-وستفالن واقع شده‌است.

## خصوصیات
دتمولد  ۲٬۰۶۵٬۴۱۳ نفر جمعیت دارد.